# Yui Ōhashi
Yui Ōhashi (大橋悠依?, Yui Ōhashi; Hikone, 18 ottobre 1995) è una nuotatrice giapponese.

## Biografia
Ha vinto la medaglia d'argento nei 200m misti ai campionati mondiali di Budapest 2017, con il nuovo primato nazionale (2'07"91)
Ai Giochi di Tokyo ha vinto la medaglia d'oro sia nei 200 misti che nei 400 misti.

## Palmarès

### Competizioni internazionali
| Anno | Manifestazione         | Sede     | Evento      | Risultato | Prestazione | Note                     |
| ---- | ---------------------- | -------- | ----------- | --------- | ----------- | ------------------------ |
| 2016 | Campionati asiatici    | Tokyo    | 200 m misti | Oro       | 2'11"46     | Record dei campionati    |
| 2016 | Campionati asiatici    | Tokyo    | 400 m misti | Bronzo    | 4'44"75     |                          |
| 2017 | Mondiali               | Budapest | 200 m misti | Argento   | 2'07"91     | Record nazionale         |
| 2017 | Universiadi            | Taipei   | 200 m misti | Oro       | 2'10"03     | Record delle Universiadi |
| 2017 | Universiadi            | Taipei   | 400 m misti | Oro       | 4'34"50     | Record delle Universiadi |
| 2017 | Universiadi            | Taipei   | 4x200 m sl  | Bronzo    | 7'59"59     |                          |
| 2018 | Campionati panpacifici | Tokyo    | 200 m misti | Oro       | 2'08"16     | Record dei campionati    |
| 2018 | Campionati panpacifici | Tokyo    | 400 m misti | Oro       | 4'33"77     |                          |
| 2018 | Giochi asiatici        | Giacarta | 200 m misti | Argento   | 2'08"88     |                          |
| 2018 | Giochi asiatici        | Giacarta | 400 m misti | Oro       | 4'34"58     |                          |
| 2018 | Giochi asiatici        | Giacarta | 4x200 m sl  | Argento   | 7'53"83     |                          |
| 2019 | Mondiali               | Gwangju  | 400 m misti | Bronzo    | 4'32"33     |                          |
| 2020 | Olimpiadi              | Tokyo    | 200 m misti | Oro       | 2'08"52     |                          |
| 2020 | Olimpiadi              | Tokyo    | 400 m misti | Oro       | 4'32"08     |                          |

## International Swimming League
| Stagione 2020    | Stagione 2021    |
| ---------------- | ---------------- |
| Tokyo Frog Kings | Tokyo Frog Kings |